# Autoroute A47 (France)
Pour les articles homonymes, voir A47.
L'autoroute A47, est une autoroute française reliant les villes de Givors et de Chasse-sur-Rhône (nœud autoroutier de Ternay avec les autoroutes A7 et A46) à Saint-Chamond, permettant la liaison autoroutière Lyon - Saint-Étienne, son prolongement étant assuré par la route nationale 88 en direction de Saint-Étienne.
Longue de 29 kilomètres depuis sa mise en service intégrale en 1983, elle est entièrement gratuite et sert également de desserte des communes suburbaines du sud-ouest de Lyon et de l'est de Saint-Étienne.

## Caractéristiques
L'A47 gérée par la direction interdépartementale des routes Centre-Est est entièrement gratuite pour les usagers. Elle est à 2 × 2 voies (certains tronçons de la déviation de Saint-Chamond sont à 2 × 3 voies ainsi que la RN 88 qui la prolonge).
L'ancienneté de l'autoroute explique son parcours relativement sinueux, l'absence de bandes d'arrêt d'urgence, les rampes courtes, la vétusté des échangeurs et donc, sa limitation de vitesse en grande partie à 90 km/h et même à 70 km/h au niveau de Givors.

## Historique

### Ouvertures successives
Le premier tronçon classé en autoroute ouvre entre 1963 et 1964 entre Saint-Chamond (La Bachasse, échangeur 14) et Rive-de-Gier (actuel échangeur 11). Il est issu de la conversion d'une voie express. Il passe au-dessus de la ville de Rive-de-Gier par un pont de 213 m de long et de 19 m de large ; la construction du pont n'a engendré aucune évacuation des habitants.
Le prolongement vers Givors ouvre à son tour en 1970. À Givors, l'A47 est construite sur un ancien canal et traverse le Rhône à l'aide d'un pont de 300 m.
Le court tronçon entre Givors et Chasse (au droit de la jonction avec l'autoroute A7) ouvre en 1983. L'itinéraire Lyon – Saint-Étienne peut enfin emprunter l'autoroute de bout en bout, à ceci près que le pont sur le Rhône n'est pas classé dans la voirie autoroutière, mais sous la dénomination de la route nationale 388.
Le contournement de Saint-Chamond ouvre en 1991 et l'ancienne A47 traversant ladite ville est déclassée en D 288 (voie express).
Par le passé, l'autoroute A47 continuait jusqu'à Saint-Étienne et Firminy. Ce tronçon a été déclassé et intégré à la RN 88.

### Modernisation
En 1998, à l'occasion de la coupe du monde de football, la section entre Saint-Chamond et Saint-Étienne est passée à 2×3 voies mais elle porte le nom de RN 88 sur cette partie.
La traversée de Givors est requalifiée entre 2007 et 2009, avec modification de l'échangeur 9.3.
En octobre 2012, les préfets de la Loire et du Rhône ont décidé d'abaisser la limitation de vitesse, à titre expérimental, à 90 km/h alors que la section entre Saint-Chamond et Saint-Étienne reste limitée à 110 km/h.

## Exploitation et trafic

### Exploitation
L'autoroute A47 est gérée par la Direction interdépartementale des Routes Centre-Est sur l'ensemble de son parcours.

### Trafic
L'autoroute A47 a enregistré une augmentation de trafic de 2 % en moyenne entre 1998 et 2004. En juillet, le trafic journalier atteint 80 000 véhicules.
Cette autoroute est souvent embouteillée, avec 2 639 bouchons en 2004. La traversée de Givors est alors difficile. De tels encombrements sont récurrents car il n'existe pas d'itinéraire de substitution sur l'A47 en cas d'accident.
L'autoroute A47 a été empruntée en moyenne par plus de 50 000 véhicules par jour (poids lourds compris) entre 1999 et 2005.

### Accidentologie
L'autoroute A47 comptabilise 1,5 accident par kilomètre et par an, moindre par rapport à l'A7 ou l'A450. Le taux d'accident de 7 pour 100 millions de véhicules par kilomètre est proche de la moyenne nationale, et le taux de tués entre 0,4 et 0,6 (au-dessus de la moyenne). Ces accidents ont lieu principalement la journée et par temps de pluie.

### Alternatives de transport
La Ligne Saint-Étienne - Lyon est l'une des voies ferrées les plus anciennes de France. Compte tenu de ses caractéristiques médiocres, la vitesse commerciale de ces trains ne dépasse pas 120 km/h. Cela ne constitue donc pas une amélioration à cette liaison.

## Sorties
Section non-concédée à DIR Centre-Est et gratuite.
- Échangeur entre A7, A46 et A47 (échangeur de Chasse-sur-Rhône)  à 0 km : 
  - A7 : Lyon - centre & sud, Marseille, Valence, Vienne
  - A46 : Lyon - est, Paris (A6), Strasbourg (A42), Grenoble (A43)
- 8 Chasse-sur-Rhône à 1 km : Chasse-sur-Rhône, Ternay
- 9.1 Givors - Les Plaines à 1,5 km : Givors - centre, Grigny
- 9.2 Givors - centre à 2 km : Givors (sens Saint-Etienne – Lyon uniquement)
- 9.3 Givors - Montrond à 2 km : Mornant, Givors, Centre Commercial (de et vers Lyon)
- 10 Givors - ouest à 5 km : Givors, Saint-Romain-en-Gier
  -  Aire de service de Saint-Romain-en-Gier (sens Lyon-Saint-Étienne)

Passage du département de Rhône au département de la Loire.
- 11 La Madeleine à 12 km : Saint-Martin-la-Plaine, Rive-de-Gier, Brignais, Mornant, Chabanière - La Madeleine
- 12 Sardon à 18 km : Lorette, Genilac, Rive-de-Gier
- 13 La Grand-Croix à 21 km : Saint-Paul-en-Jarez, Cellieu, La Grand-Croix, Lorette, Parc du Pilat
- 14 Saint-Chamond - centre à 22 km : Saint-Chamond, L'Horme (de et vers Lyon)
- 15 Saint-Chamond - Stelytec à 24 km : Saint-Chamond, Cellieu, L'Horme +  Aire de service Pays du Gier (dans les deux sens)
- 16 Saint-Chamond - ouest à 29 km : Saint-Chamond - La Varizelle, Sorbiers, Parc du Pilat
  -   Fin d'autoroute et début de route à accès réglementé : l'A47 devient RN 88
- 17 Saint-Chamond - La Varizelle : Saint-Chamond - Izieux + Zone Commerciale (demi-échangeur)
  -  Aire de service de la Chabure (sens Saint-Étienne – Lyon)
- 18 Saint-Étienne - Terrenoire : Saint-Étienne (de et vers Saint-Étienne - centre)
- Échangeur entre RN 88 (A47) et RN 488 (A72) :
  - RN 88 : Saint-Étienne - Autres Quartiers, Le Puy-en-Velay, Firminy
  - RN 488 (A72) : Saint-Étienne - centre, Feurs, Roanne, Thiers, Clermont-Ferrand (A89)

## Projets
L'A47 devrait subir d'importants travaux de sécurisation de l'itinéraire (rectification de virages notamment). Le trafic devrait néanmoins dépasser 100 000 véhicules par jour en 2020.
L'A47 devait être doublée par l'autoroute A45, mais le projet a été abandonné à la suite de l'expiration d'une déclaration d'utilité publique signée en 2008. Cet abandon, souhaité par les opposants au projet de deuxième autoroute entre Lyon et Saint-Étienne, remet en cause l'offre de transports dans la vallée du Gier.

## Lieux sensibles
- Cette autoroute est très fréquentée sur toute sa longueur et comporte des échangeurs ainsi que des virages, ce qui n'améliore pas la qualité de circulation.
- Les voies de sorties et surtout d'accès sont très petites. Elles sont limitées à 70 et 50 km/h.
- Traversées de Givors, de Lorette, de La Grand-Croix, de Rive-de-Gier, de Saint-Chamond (les 3/5 de sa longueur).

## Croisements autoroutiers
- L'échangeur de Chasse-sur-Rhône vers A7 et A46 (aéroport Lyon-Saint-Exupéry, Lyon-Est, Vienne)
- Elle se poursuit ensuite par l'A72 après Saint-Étienne en direction de Clermont-Ferrand.

## Sites remarquables
Rhône
- Givors
- Saint-Romain-en-Gier

Loire
- Rive-de-Gier
- Saint-Chamond
- Saint-Étienne
- Parc naturel régional du Pilat